# Langueux
 Langueux  (en bretón Langaeg) es una población y comuna francesa, situada en la región de Bretaña, departamento de Côtes-d'Armor, en el distrito de Saint-Brieuc y cantón de Langueux.

## Demografía
| 2584 | 2951 | 3838 | 4767 | 5938 | 6248 |
| Para los censos de 1962 a 1999 la población legal corresponde a la población sin duplicidades (Fuente: INSEE [Consultar]) |      |      |      |      |      |